# Ademir Patrício
Ademir Silveira Patrício, ou simplesmente Ademir Patrício (Criciúma, 14 de agosto de 1955), é um ex-futebolista brasileiro que jogava como centroavante.

## Títulos
Ceará
- Campeonato Cearense: 1980, 1981

Bahia
- Campeonato Baiano: 1984

Remo
- Campeonato Paraense: 1989

4 de Julho
- Campeonato Piauiense: 1993[2]

Nacional-AM
- Campeonato Amazonense : 1995

### Prêmios individuais
- Artilheiro do Campeonato Catarinense: 1977 (27 gols)[2]

- Artilheiro do Campeonato Catarinense: 1978 (19 gols)[2]

- Artilheiro do Campeonato Cearense: 1982 (31 gols)[3]

- Artilheiro do Campeonato Piauiense: 1993 (15 gols)[2]

- Melhor jogador do Campeonato Piauiense - Troféu Rui Lima: 1993[carece de fontes?]